# La Bouille
 La Bouille  es una población y comuna francesa, en la región de Normandía, departamento de Sena Marítimo, en el distrito de Rouen y cantón de Grand-Couronne.

## Demografía
| 959 | 802 | 877 | 1182 | 1171 | 796 | 772 | 741 | 745 | 667 | 652 | 625 | 602 | 556 | 562 | 565 | 544 | 536 | 515 | 519 | 502 | 435 | 466 | 444 | 497 | 611 | 618 | 661 | 611 | 661 | 550 | 862 | 791 | 808 | 805 | 805 | 797 | 788 | 780 | 771 | 793 | 778 | 764 |
| Para los censos de 1962 a 1999 la población legal corresponde a la población sin duplicidades (Fuente: INSEE [Consultar]) |     |     |      |      |     |     |     |     |     |     |     |     |     |     |     |     |     |     |     |     |     |     |     |     |     |     |     |     |     |     |     |     |     |     |     |     |     |     |     |     |     |     |

## Personas relacionadas
- Hector Malot, escritor.